# Tritia elata
Tritia elata is een slakkensoort uit de familie van de Fuikhorens (Nassariidae). De wetenschappelijke naam van de soort werd in 1845 voor het eerst geldig gepubliceerd door Gould.